# Edmund Tarantowicz
Edmund Tarantowicz, ps. „Albin”, „Edmund”, „Ludwik” (ur. 1885 w Konstantynowie, zm. 27 lutego 1909 w Rzymie) – polski działacz socjalistyczny i członek Organizacji Bojowej PPS.

## Życiorys
Od piętnastego roku życia pracował w fabryce wag W. Hessa przy ul. Lubartowskiej w Lublinie. W 1906 roku wstąpił do Polskiej Partii Socjalistycznej. Występował pod pseudonimami: „Albin”, „Edmund” bądź „Ludwik”. Na wiosnę 1906 roku został wyznaczony na instruktora okręgu bojowego Warszawa Podmiejska. W październiku 1906 roku trafił do więzienia lubelskiego, a następnie przekazano go władzom wojskowym celem odbycia służby. W tym czasie, na podstawie carskiego postanowienia z 1874 roku, służba wojskowa w wojskach lądowych trwała aż sześć lat. Po jej zakończeniu Edmund byłby już bezużyteczny dla Organizacji Bojowej, choćby ze względu na zerwane przez ten czas kontakty. Działacze OB PPS nie mogli pozwolić sobie na utratę skutecznego bojowca, dlatego podjęli ryzyko odbicia go. Został przejęty przez bojowców PPS w Łapach. Zaczął działać w Płocku, Łodzi, Radomiu, Kielcach, Zagłębiu Dąbrowskim i w Częstochowie. Towarzyszył tak znanym działaczom PPS, jak Tomasz Arciszewski czy Edward Gibalski. 
Brał udział w planowaniu i w samych działaniach akcji pod Bezdanami 26 września 1908 roku. W podobnym czasie tą trasą miał przejeżdżać pociąg z carem Mikołajem II. Carska Ochrana wiedziała o planach napadu na pociąg i być może przejazd cara miał być prowokacją wobec PPS. Carscy policjanci o planach PPS dowiedzieli się właśnie od Edmunda Tarantowicza, który w dniu 25 kwietnia 1908 roku został ranny w przypadkowej strzelaninie w Ostrowcu Świętokrzyskim i wpadł w ręce Rosjan. Pod wpływem tortur został zmuszony do wydania ok. 70 działaczy PPS i zdradzenia znanych sobie szczegółów planowanej akcji.
Wkrótce po zakończeniu akcji pod Bezdanami, rozpoczęły się aresztowania członków tej partii, którzy brali udział w napadzie. W kierownictwie partii zaczęto podejrzewać Tarantowicza o zdradę planów i wydano na niego wyrok śmierci. Miał go wykonać Berthold Breitenbacher. Nie udało mu się to, a już w styczniu 1909 roku Tarantowicz przybył do Krakowa, sam stawił się w siedzibie PPS przy ulicy Szlak 6 i przyznał się do współpracy z Ochraną. Dokładnie zeznał, jakie informacje przekazał Ochranie i kogo „wsypał”. Wyrok podtrzymano, a na jego wykonawców wybrano Kazimierza Pużaka i Henryka Minkiewicza. Miejscem egzekucji miał być Rzym. Tarantowiczowi powiedziano, że wybaczono mu jego zdradę ze względu na wcześniejsze zasługi, ale musi wyemigrować do Ameryki. Na statek miał wsiąść w Genui, a Pużak i Minkiewicz mieli mu towarzyszyć w drodze do Włoch. W drodze zatrzymali się w pensjonacie w Rzymie, gdzie został zasztyletowany po zorientowaniu się, że towarzysze dosypali mu kwas pruski do napoju.